# 柴田拓二
柴田 拓二（しばた たくじ、1929年5月3日 - 2010年5月2日）は、日本の工学者。北海道大学名誉教授。元北海道工業大学学長。北海道小樽市出身。

## 略歴
- 1952年（昭和27年） 北海道大学工学部建築工学科卒業
- 1957年（昭和32年） 北海道大学講師
- 1958年（昭和33年） 北海道大学助教授
- 1962年（昭和37年） 工学博士
- 1973年（昭和48年） 北海道大学教授
- 1990年（平成2年） 北海道大学工学部長
- 1993年（平成5年） 北海道大学を退官。北海道大学名誉教授となる
- 1993年（平成5年） 北海道工業大学工学部教授
- 1998年（平成10年）4月 北海道工業大学第7代学長に就任
- 2008年（平成20年） 瑞宝中綬章を受章[2]
- 2009年（平成21年） 日本建築学会賞大賞を受賞
- 2010年（平成22年）5月2日午前7時37分、肺がんのため札幌市内の病院で死去。80歳没[3]。正四位[4]。